# Spanyolország irodalma
Spanyolország irodalma a területen élő népek nyelve szerint a következőképpen csoportosítható:
- Spanyol irodalom
- Katalán irodalom
- Baszk irodalom
- Galiciai irodalom

A mórok (az egykori spanyolországi arabok) irodalmáról lásd az Arab irodalom szócikket!